# Бруно IX фон Кверфурт
Бруно IX (VI/VII) фон Кверфурт (на немски: Bruno IX (VI/VII) von Querfurt; * 3 септември 1455; † 3 септември 1495) от фамилията на графовете Кверфурти на род Мансфелд, е господар на Кверфурт.

## Произход
Той е единственият син на Бруно VI фон Кверфурт († 26 февруари 1496) и първата му съпруга Анна фон Глайхен-Тона († 22 март 1481), дъщеря на граф Адолф I фон Глайхен-Тона († 1456) и Агнес фон Хонщайн († 1458). Баща му се жени втори път сл. 22 март 1481 г. за Елизабет фон Мансфелд-Кверфурт (* ок. 1444; † 18 септември 1482), вдовица на княз Албрехт V фон Анхалт-Кьотен († 1475), и умира от чума на 26 февруари 1496 г. Сестра му Катерина фон Кверфурт († 1521) е омъжена 1470 г. за граф Гюнтер XXXVIII фон Шварцбург-Бланкенбург († 1484) и 1497 г. за граф Филип II фон Валдек († 1524).

## Фамилия
Бруно IX фон Кверфурт се жени ок. 5 януари 1472/пр. 11 септември 1483 г. за Бригита фон Щолберг (* 23 или 24 юни 1468; † 4 или 13 юли 1518), дъщеря на граф Хайнрих IX фон Щолберг († 1511) и Матилда фон Мансфелд († 1469). Те имат три дъщери:
- Барбара фон Кверфурт (* ок. 1485; † 23 януари 1511), омъжена 1500 г. в Кверфурт за граф Ернст II фон Мансфелд-Фордерорт (1479 – 1531)[4]
- Бригита фон Кверфурт († сл. 1486)
- Катарина фон Кверфурт † сл. 1486)